# Ramesséum
Le Ramesséum est le temple des millions d'années de Ramsès II, faisant aussi office d’université, situé dans la nécropole thébaine, en face de Louxor, en Égypte.

## Description
Au nord des colosses de Memnon, situé entre le temple d'Amenhotep II au nord et celui de Thoutmôsis IV au sud, sur la rive gauche de Thèbes « la ville aux cent portes », est érigé le Ramesséum dont il ne subsiste aujourd'hui que des ruines. Il a été visité vers 300 avant notre ère par Hécatée d'Abdère, visite qui nous est rapportée au Ier siècle avant notre ère par l'historien grec Diodore de Sicile ; dans ses recueils, il décrit ce « Tombeau d'Osymandyas » « comme le plus majestueux de toute l'Égypte ».
La superficie de ce temple est d'environ dix hectares.

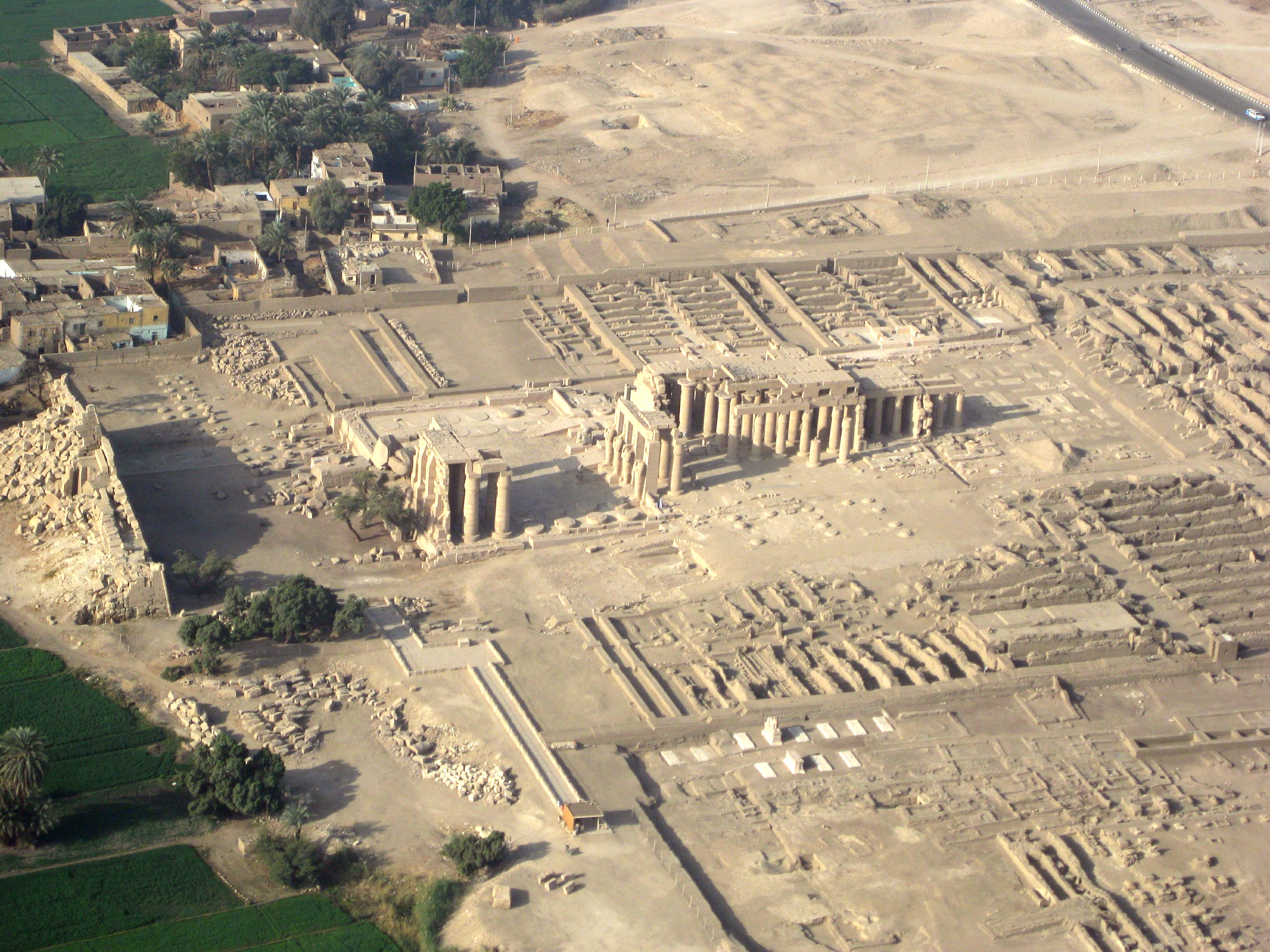
Vue aérienne
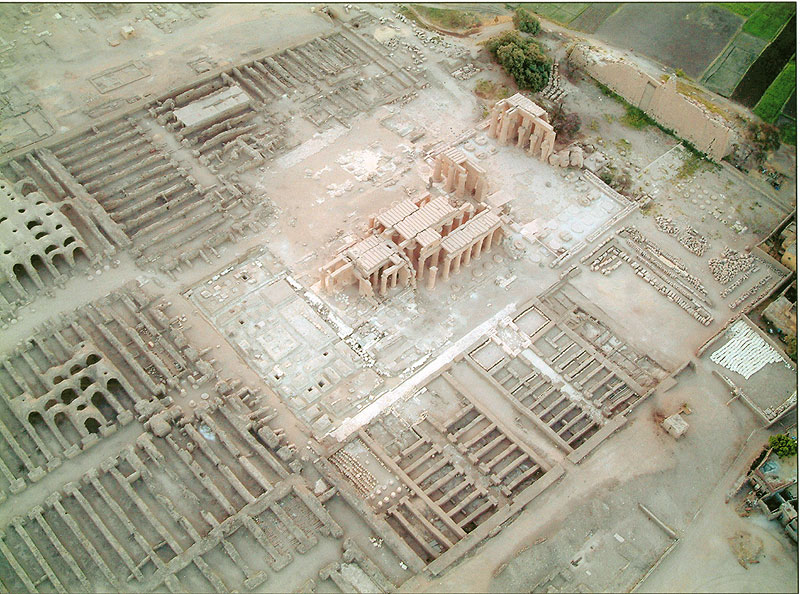
Vue aérienne du Ramesséum

Ainsi nommé par Champollion, le « château de millions d'années » constituait l'endroit où le renouvellement de l'essence divine de pharaon était célébré. Vaste domaine, ceint d'un haut mur d'enceinte, en son centre se trouvait le temple, entouré de bâtiments pour les célébrations des fêtes, des bureaux administratifs, maisons de prêtres, atelier, entrepôts et un palais où résidait Ramsès lors de sa venue sur le site.
Important centre économique, culturel et religieux, le château de millions d'années était un point de convergence intellectuelle et de réflexion théologique.

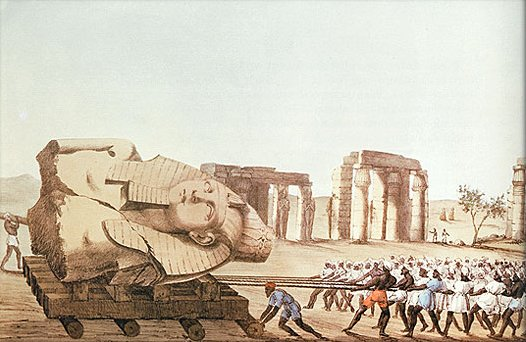
Halage du colosse de Ramsès II par Belzoni, en 1816.
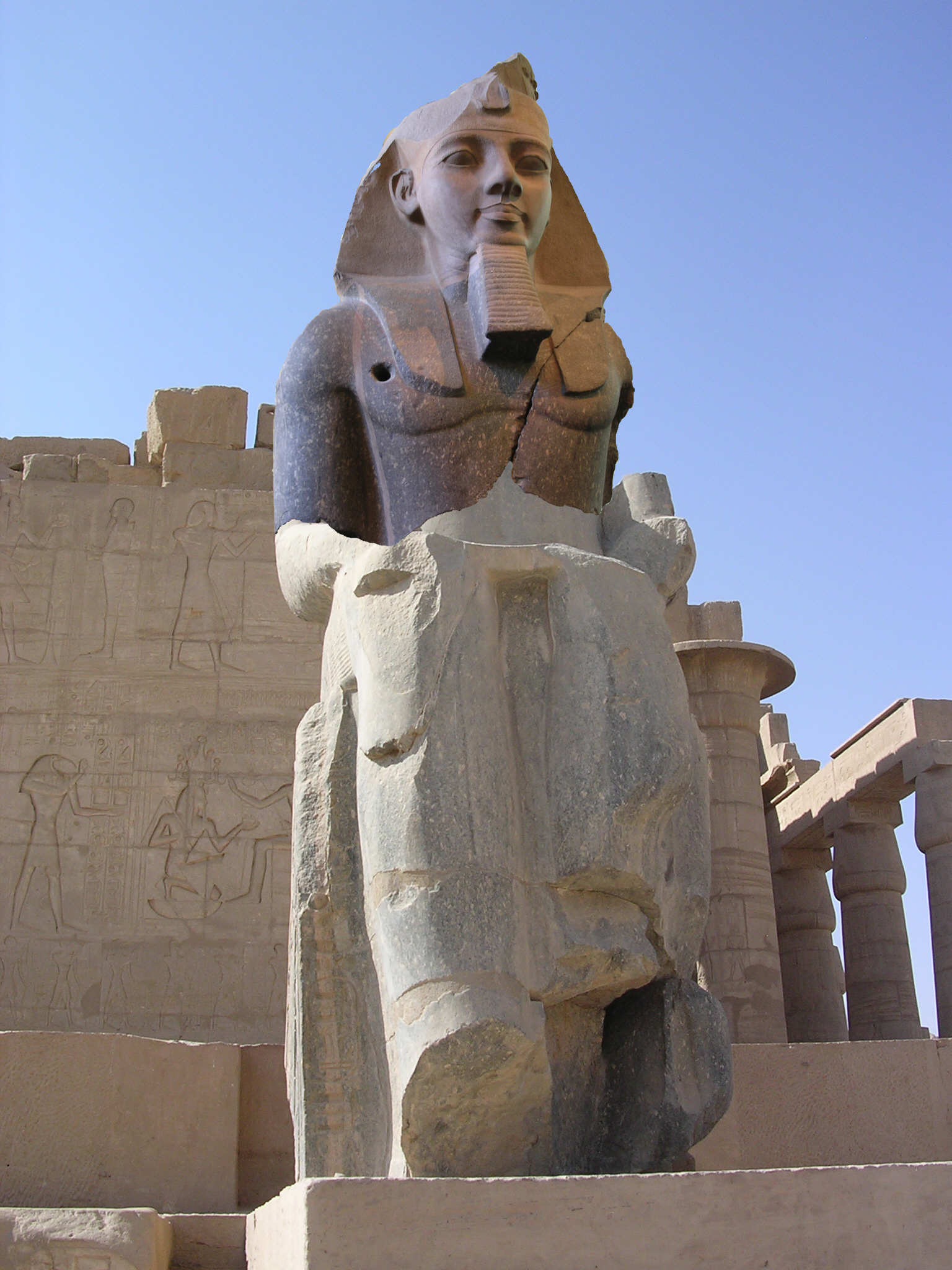
Restitution numérique du colosse de Ramsès II

La publication en 1928 par Kurt Heinrich Sethe du papyrus dramatique du Ramesséum découvert en 1896 dans la tombe « du magicien » a permis d'attester l'existence d'un théâtre de l'Égypte antique.
Depuis 1991, Christian Leblanc, avec l’« Association pour la Sauvegarde du Ramesseum », dirige les fouilles et la restauration du site.
Une statue de Ramsès II, en granit rose, gît brisée à terre au sein de ce temple dédié entièrement au pharaon Ramsès II ; celle-ci devait mesurer environ dix-huit mètres. Cette statue d'un poids approximatif de mille tonnes, l'une des plus grandes statues du pays, est visible depuis l'extérieur du temple.

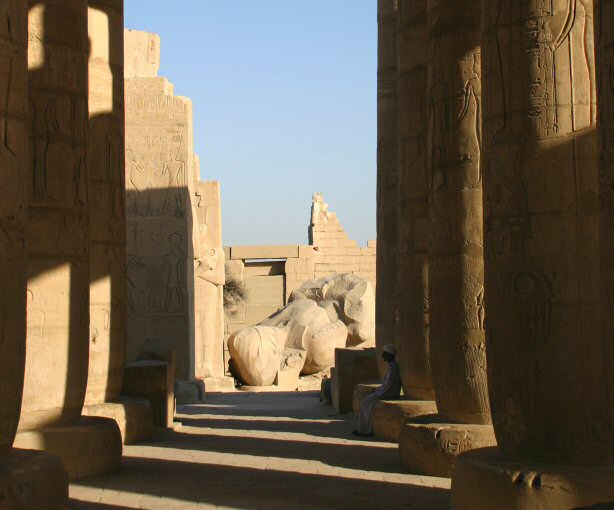
Salle hypostyle et statue brisée de Ramsès II
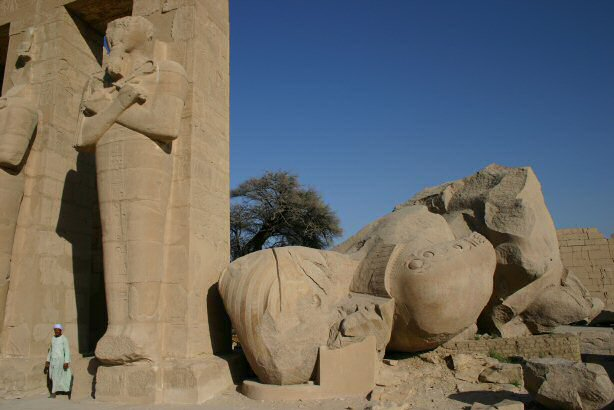
Statue brisée de Ramsès II
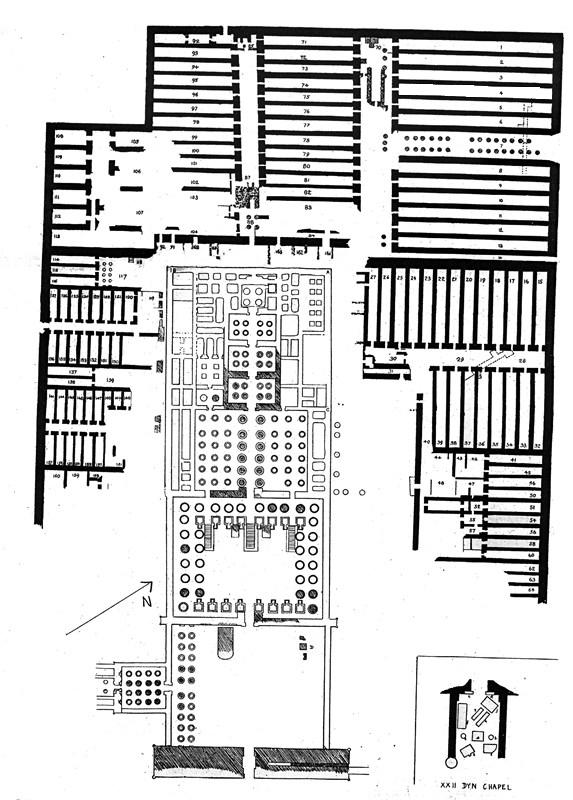
Plan du Ramesséum, établi par James Edward Quibell.